# Programa de dotze passos
El Programa de dotze passos és un programa de recuperació orientat al tractament de les addicions i dependències químiques, emocionals, sexuals i altres. Originalment, fou concebut com un programa pel tractament de la dependència de l'alcohol i s'aplicà per primera vegada als Estats Units el 1935 per Will W. i el Dr. Bob, fundadors de la comunitat d'Alcohòlics Anònims, que redactaren la primera versió del Llibre Gran que descriu el programa d'acord amb la seva experiència personal i en la dels primers cent membres de la comunitat. Més endavant, el programa a sigut adaptat a tota mena de dependències.

## Història
El primer d'aquesta mena de programes va ser el d'un grup d'Alcohòlics Anònims (a vegades denominats simplement AA) en Akron, Ohio, els Estats Units, iniciat en 1935 per William Griffith Wilson i pel Doctor Bob Smith, respectivament coneguts pels membres de AA com "Bill W" i "Dr. Bob". Van ser ells que en els grups van crear la tradició d'utilitzar només el nom de pila per a identificar-se els uns amb els altres durant les sessions i mantenir d'aquesta manera l'anonimat.
Originalment, els dotze passos van ser escrits per Wilson amb d'altres membres de AA i són la manera suggerida de recuperació. Aquests Dotze passos tenen al seu torn origen en els sis passos de l'anomenat "Grup d'Oxford", en el seu moment creat i impulsat pel missioner cristià Frank Buchman; el nom d'Oxford es refereix a l'origen geogràfic dels membres dels grups inicials, però no a la coneguda Universitat d'Oxford, encara que Wilson coneixia i tenia contactes amb aquesta institució. Aquests grups practicaven el que ells deien els "quatre absoluts": puresa, honestedat, amor i falta d'egocentrisme.
Després d'un breu període associats amb els grups d'Oxford, els fundadors de AA es van adonar que la rigidesa i el fonamentalisme cristià o religiós d'aquesta mena de grups no tenia cabuda en el seu programa espiritual. De fet, una de les Dotze tradicions que regulen el funcionament de AA íntegrament indica que "AA no està afiliada a cap secta, religió, partit polític, organització o cap institució".
A més de la necessitat d'aconseguir un despertar espiritual, en l'anomenat Llibre gran (text bàsic del programa de recuperació de AA), Bill va donar gran rellevància a les idees sobre l'alcoholisme del Dr. William D. Silkwork, així com a les de l'eminent psiquiatre Dr. Carl G. Jung.
A partir de la publicació del llibre Alcohòlics Anònims es va impulsar un cert universalisme laic en substitució d'una tancada interpretació religiosa. Així i tot, encara avui dia és corrent sentir contínues referències a Déu en les reunions de AA, si bé és resultat d'un ús social del llenguatge més que d'una acceptació d'un terme de marcat caràcter religiós. Altres nocions del Poder Superior que apareixen en el Llibre gran són "intel·ligència universal" o "gran realitat interior".
Els Dotze passos enseguida van ser acompanyats de les Dotze tradicions, un conjunt d'orientacions per al desenvolupament i organització de AA, i també de les Dotze promeses.

## Els dotze passos
1. Vam admetre que érem impotents davant l'alcohol i que la nostra vida era ingovernable.
2. Arribarem a creure que un Poder superior a nosaltres ens podia tornar el seny.
3. Vam decidir de confiar la nostra voluntat i la nostra vida a la cura de Déu, segons nosaltres l'entenem.
4. Sense por, vam fer un sincer i detallat examen de consciencia.
5. Vam admetre davant Déu, davant nosaltres mateixos i davant un altre ésser humà la natura exacta de les nostres faltes.
6. Vam estar completament disposats al fet que Déu eliminés tots aquests defectes de caràcter.
7. Demanem a Déu humilment que ens deslliurés de les nostres culpes.
8. Vam fer una llista de totes les persones als qui havíem perjudicat, i vam estar disposats a reparar el mal que els ocasionem.
9. Reparem directament el mal causat a aquestes persones quan ens va ser possible, excepte en els casos en què el fer-ho els hagués infligit més mal o perjudicat a un tercer.
10. Continuem amb el nostre examen de consciència, admetent espontàniament les nostres faltes al moment de reconèixer-les.
11. Mitjançant l'oració i la meditació, tractem de millorar el nostre contacte conscient amb Déu i li demanem tan sols la capacitat per a reconèixer la seva voluntat i les forces per a complir-la.
12. Havent aconseguit un despertar espiritual com a resultat d'aquests passos, tractem de portar aquest missatge a altres persones i practicar aquests principis en totes les nostres accions.

Quan altres grups de dotze passos han adaptat els passos de l'AA com a principis rectors, el primer pas s'actualitza generalment per reflectir el focus de recuperació. Per exemple, a Menjadors compulsius, el primer pas diu: "Vam admetre que érem impotents davant la sobrealimentació compulsiva, que les nostres vides s'havien tornat ingovernables".

## Les dotze Tradicions
Les Dotze Tradicions acompanyen els Dotze Passos. Les Tradicions proporcionen directrius per a la governança del grup. Es van desenvolupar en AA per ajudar a resoldre conflictes en les àrees de publicitat, política, religió i finances. Les dotze tradicions d'Alcohòlics Anònims són:
1. El nostre benestar comú ha de ser el primer; La recuperació personal depèn de la unitat de AA.
2. En la cerca del nostre objectiu comú, tan sols existeix una autoritat fonamental, un Déu amorós de la manera que es manifesti en la consciència del nostre grup. Els nostres líders són solament servidors de confiança, no governen.
3. L'únic requisit per ser membre de AA és el desig de deixar de beure.
4. Cada grup ha de ser autònom, excepte en els assumptes que afecten altres grups o a AA en conjunt.
5. Cada grup té un únic propòsit principal, portar el missatge a l'alcohòlic que encara pateix.
6. Un grup mai ha de donar suport a, o finançar altres organitzacions, siguin relacionades o no amb AA, o deixar-los el nom d'Alcohòlics Anònims, de manera que problemes de diners, propietat o prestigi no ens distreguin del nostre objectiu principal.
7. Tots els grups han de ser autosuficients i rebutjar contribucions de fora.
8. Alcohòlics Anònims ha de romandre sempre com a una organització no professional, però els seus centres de servei poden contractar treballadors especials.
9. AA, com a tal, no ha de ser mai una organització, però podem crear juntes o comissions de serveis directament responsables davant d'aquells a qui serveixen.
10. AA no té opinió sobre assumptes forans; de manera que el nom d'AA mai ha de ser involucrat a controvèrsies públiques.
11. La nostra política de relacions públiques es basa més en l'atracció que en la promoció; hem de mantenir el nostre anonimat a la premsa, ràdio i pel·lícules.
12. L'anonimat és la base espiritual de totes les nostres tradicions i ens recorda constantment avantposar els principis a les personalitats.

## Padrinatge
Un fadrí o fadrina és una persona veterana en el grup que pot guiar al membre novell en el procés de recuperació mitjançant el programa de dotze passos. Als grups de dotze passos es recomana tindre un fadrí que hagi completat el programa, establint una relació entre iguals, no jeràrquica, per treballar tots dos el programa. En paraules de Narcotics Anònims:
Els fadrins comparteixen la seva experiència, força i esperança amb els seus fillols... El paper d'un fadrí no és el d'un assessor legal, un banquer, un pare, un conseller matrimonial o un treballador social. Tampoc és un terapeuta que ofereixi algun tipus d'assessorament professional. Un fadrí és simplement un altre addicte que està disposat a compartir el seu viatge pels Dotze Passos.
No és una norma a la majoria de les comunitats, però usualment la persona que apadrina i l'apadrinada són del mateix gènere o diferent orientació sexual per evitar embolics emocionals.